# Dzieciaki górą!
Dzieciaki górą! – polski teleturniej oparty na brytyjskim formacie The Kids Are All Right emitowany w latach 2008–2010 na antenie TVP2. Jego pierwszym prowadzącym był Tomasz Kammel, następnie rolę tę przejęła Marzena Rogalska. Producentem programu była firma Endemol Shine Polska.

## Zasady gry
Opracowano na podstawie regulaminu teleturnieju.
W teleturnieju biorą udział dwie drużyny: drużyna dorosłych i drużyna dzieci. W skład drużyny dorosłych wchodzą cztery osoby, które przeszły pomyślnie etap kwalifikacyjny. Drużyna dzieci składa się z siedmiorga uczestników w wieku od 9 do 15 lat (pierwsza i druga seria) lub 8 do 14 lat (trzecia i czwarta seria) wyłonionych w drodze castingu.
Dorośli na początku programu otrzymują 5000 zł. Drużyna dzieci nie gra o pieniądze.
Runda 1. – Bądź mądry
W rundzie pierwszej każdy uczestnik drużyny dorosłych odbywa pojedynek z losowo wybranym przedstawicielem drużyny dzieci. Prowadzący każdej parze czyta pytanie, po czym uczestnicy zgłaszają się do odpowiedzi poprzez wciśniecie przycisku, a osoba, która zrobi to szybciej, odpowiada. Poprawna odpowiedź oznacza przyznanie punktu, a błędna przekazanie szansy na zdobycie punktu przeciwnikowi. W pierwszej i drugiej serii pojedynek kończył się zwycięstwem gracza, który zdobył dwa punkty, w trzeciej i czwartej natomiast po zdobyciu jednego punktu. Jeśli dorośli przegrają rozgrywkę, stracą 1000 zł. W przypadku wygranej na koncie nie zachodzi żadna zmiana.
Runda 2. – Bądź bystry
Drużyna dorosłych wybiera swojego reprezentanta, który mierzy się z jednym, losowo wybranym, dzieckiem. Uczestnicy oglądają krótki film. Ich zadaniem jest zapamiętanie jak największej liczby szczegółów pojawiających się w filmie. W czasie dziewięćdziesięciu sekund prowadzący zadaje uczestnikom pytania dotyczące filmu, a uczestnicy zgłaszają się do odpowiedzi, wciskając przycisk. Jeśli gracz, który zgłosi się szybciej poda prawidłową odpowiedź, to otrzymuje punkt, a jeśli odpowie błędnie – możliwość zdobycia punktu przechodzi na rywala. Zwycięzcą rundy jest ta osoba, która zdobędzie więcej punktów od przeciwnika. W przypadku remisu prowadzący zadaje dodatkowe pytanie rozstrzygające.
Od tej rundy dorośli grają przeciwko dzieciom o kwoty odpowiadające wiekowi dziecka pomnożonemu przez tysiąc. Przykładowo, jeśli w rozgrywce udział bierze 11-latek, to dorośli mogą zyskać 11 000 zł.
Runda 3. – Bądź czujny
W rundzie trzeciej dwoje dorosłych rywalizuje z dwójką losowo wybranych dzieci. Każda para dostaje po trzy pytania z trzema wariantami odpowiedzi, przy czym dwa z nich są prawidłowe. Zawodnicy wskazują odpowiedzi pojedynczo (jeden gracz jeden wariant). Jeżeli poprawnie wskażą oba warianty odpowiedzi, to para otrzymuje punkt; wskazanie tylko jednego poprawnego wariantu nie skutkuje przyznaniem punktu. Zwycięzcą tej rundy zostaje ta para uczestników, która ma więcej punktów od przeciwników. W przypadku remisu prowadzący zadaje dodatkowe pytanie rozstrzygające (pytanie otwarte; gracze zgłaszają się zgodnie z zasadą kto pierwszy, ten lepszy).
W rundzie trzeciej wysokość wygranej zależy od wieku starszego dziecka.
Runda 4. – Bądź najszybszy
W rundzie czwartej udział bierze ten dorosły, który nie grał ani w rundzie drugiej, ani w rundzie trzeciej. Mierzy się on z wybranym losowo dzieckiem. W tej rundzie prowadzący czyta pytania, a na ekranie wyświetla się kilka wariantów odpowiedzi (w postaci rysunków, zdjęć itp.). Tylko jeden wariant stanowi poprawną odpowiedź. Zawodnicy zgłaszają się do odpowiedzi poprzez wciśnięcie przycisku, a osoba, która zrobi to szybciej – odpowiada na pytanie. Uczestnik, który udzieli więcej poprawnych odpowiedzi w określonym czasie, wygrywa pojedynek. Podobnie jak w poprzednich rundach, w przypadku remisu prowadzący czyta pytanie rozstrzygające (pytanie otwarte; obowiązuje zasada kto pierwszy, ten lepszy).
Runda 5. – Bądź górą
W rundzie piątej udział biorą wszyscy dorośli. Aby wygrać pieniądze zebrane w poprzednich rundach, muszą pokonać całą drużynę dzieci. Gra składa się z pojedynków. Pytania odnoszą się do różnych dziedzin wiedzy (nazwy tych dziedzin wyświetlane są parami, a wyboru tematu dokonuje dorosły). Prowadzący czyta pytanie, a osoba, która szybciej wciśnie przycisk, odpowiada. Jeśli poda odpowiedź prawidłową, eliminuje swojego rywala z gry, jeśli poda odpowiedź błędną, szansę przejmuje przeciwnik. Gdy jedna osoba odpada, jej miejsce zajmuje kolejna, aż wszyscy gracze którejś drużyny zostaną pokonani.
Pokonując drużynę dzieci, dorośli wygrywają zgromadzone pieniądze; będąc pokonanym – odchodzą z niczym.

## Emisja programu
Na podstawie archiwalnego programu dla prasy Telewizji Polskiej.
| Seria            | Seria | Odcinki    | Sezon        | Początek emisji  | Koniec emisji           | Pora emisji                                              | Prowadzący       |
| ---------------- | ----- | ---------- | ------------ | ---------------- | ----------------------- | -------------------------------------------------------- | ---------------- |
|                  | 1.    | 1–14 (14)  | jesień 2008  | 12 września 2008 | 12 grudnia 2008         | piątek 18.55 (od 12 do 26 września 2008)                 | Tomasz Kammel    |
| \|               | 1.    | 1–14 (14)  | jesień 2008  | 12 września 2008 | 12 grudnia 2008         | piątek 19.05 (od 3 października 2008 do 12 czerwca 2009) | Tomasz Kammel    |
|                  | 2.    | 15–28 (14) | wiosna 2009  | 6 marca 2009     | 12 czerwca 2009         | piątek 19.05 (od 3 października 2008 do 12 czerwca 2009) | Tomasz Kammel    |
|                  | 3.    | 29–56 (28) | jesień 2009  | 10 września 2009 | 23 grudnia 2009         | środa i czwartek 19.00                                   | Marzena Rogalska |
|                  | 4.    | 57–84 (28) | wiosna 2010  | 4 marca 2010     | 9 kwietnia 2010         | czwartek i piątek 19.30                                  | Marzena Rogalska |
| 22 kwietnia 2010 | 4.    | 57–84 (28) | wiosna 2010  | 10 czerwca 2010  | czwartek i piątek 17.25 |                                                          | Marzena Rogalska |
| lato 2010        | 4.    | 57–84 (28) | 3 lipca 2010 | 17 lipca 2010    | sobota 11.45            |                                                          | Marzena Rogalska |

Premierowe odcinki nie pojawiły się:
- 10 kwietnia 2009 – z uwagi na Wielki Piątek,
- 16 września 2009 – z powodu Mistrzostw Europy w koszykówce mężczyzn,
- 11 listopada 2009 – z uwagi na Święto Niepodległości,
- 2 kwietnia 2010 – z uwagi na Wielki Piątek,
- 15 i 16 kwietnia 2010 – z powodu żałoby narodowej po katastrofie smoleńskiej,
- 3 czerwca 2010 – z uwagi na Boże Ciało,
- w drugiej połowie czerwca – z powodu Mistrzostw Świata w Piłce Nożnej (RPA 2010).